# Flitcham with Appleton
Flitcham with Appleton is een civil parish in het bestuurlijke gebied King's Lynn en West Norfolk, in het Engelse graafschap Norfolk met 276 inwoners.